# The Smile Shop
The Smile Shop is een Georgische kinderband, bestaande uit Mariam Shavladze, Mariam Samushia, Tamta Diasamidze, Ana Kvantaliani, Saba Chachua en Luka Gogiberidze.
Ze namen namens Georgië deel aan het Junior Eurovisiesongfestival 2013 in Kiev. Met hun liedje Give me your smile eindigden ze op de vijfde plaats.
2007: Mariam Romalasjvili ·
2008: Bzikebi ·
2009: Princesses ·
2010: Mariam Kachelisjvili ·
2011: Candy ·
2012: The Funkids ·
2013: The Smile Shop ·
2014: Lizi Pop · 
2015: The Virus · 
2016: Mariam Mamadasjvili · 
2017: Grigol Kipsjidze · 
2018: Tamar Edilasjvili · 
2019: Giorgi Rostiasjvili · 
2020: Sandra Gadelia · 
2021: Nikoloz Kajaia · 
2022: Mariam Bigvava · 
2023: Anastasia & Ranina